# Myrmecaelurus ghoshi
Myrmecaelurus ghoshi är en insektsart som beskrevs av Muhammad Iqbal och Yousuf 1997. Myrmecaelurus ghoshi ingår i släktet Myrmecaelurus och familjen myrlejonsländor. Inga underarter finns listade i Catalogue of Life.